# Gospodov vnebohod
Gospodov vnebohod je krščanski praznik, ki se praznuje 40 dni po Veliki noči. Cerkev se tega dne spominja od mrtvih vstalega Jezusa Kristusa, ki je dopolnil zemeljsko delovanje in odšel v nebesa k svojemu nebeškemu Očetu.
Praznik v Sloveniji ni dela prost dan, medtem ko v nekaterih evropski državah je.